# 아가와촌 (고치현)
아가와촌(일본어: 吾川村)은 일본 고치현의 북부 아가와군에 있던 촌이다. 
2005년 8월 1일, 아가와군 이케가와정 및 다카오카군 니요도촌과 합병해 니요도가와정이 되어 소멸하였다.

## 역사
- 1955년 2월 1일 - 오사키촌, 나노가와촌이 합병해 성립하였다.
- 1955년 2월 1일 - 다카오카군 니오촌의 일부를 편입하였다.
- 2005년 8월 1일 - 이케가와정, 니요도촌과 합병해 니요도가와정이 성립하였다. 동일 아가와촌은 폐지되었다.

## 교통

### 도로
- 국도 제33호선
- 국도 제439호선

## 참고 문헌
- 角川日本地名大辞典編纂委員会,『角川日本地名大辞典 39 高知県』1983, 角川書店